# Dietrich DP.II
Il Dietrich DP.II (chiamato anche Dietrich DP II   Bussard) era un biplano da addestramento tedesco a due posti degli anni '20 progettato da Richard Dietrich e costruito dalla Dietrich-Gobiet Flugzeugwerke.

## Sviluppo
Il DP.II era uno sviluppo del precedente DP.I con il solo cambiamento di essere un biplano con ala a sbalzo. Il DP.II è stato costruito con ali in legno e un telaio in acciaio con fusoliera e piano di coda coperti. Il velivolo aveva un carrello di atterraggio fisso con il tailskid ed era azionato da un motore radiale Siemens-Halske. A seguito del singolo prototipo Siemens-Halske Sh 4 è stata prodotta una serie di 58 varianti DP.IIa migliorate alimentate da motori radiali Siemens-Halske Sh 5.

## Caratteristiche
- Equipaggio: 2
- Lunghezza: 5,97 m
- Apertura alare: 7,60 m
- Altezza: 2,43 m
- Peso a vuoto: 340 kg
- Peso massimo al decollo: 560 kg
- Motopropulsore: 1 × Siemens-Halske Sh 5 sette cilindri, raffreddato ad aria, motore radiale, 41 kW

### Prestazione
- Velocità massima: 145 km / h
- Portata: 500 km
- Soffitto di servizio: 3.800 m